# Thad Jones
Thaddeus Joseph Jones, detto Thad (Pontiac, 28 marzo 1923 – Copenaghen, 20 agosto 1986), è stato un trombettista, compositore e bandleader statunitense di musica jazz.
È il fratello di altri due grandi jazzisti, Hank ed Elvin. Musicista di rango, fu definito da Charles Mingus «il più grande trombettista che abbia mai ascoltato».
Oltre alla tromba, Thad Jones ha suonato la cornetta, il flicorno e il trombone a pistoni.

## Biografia
Thad Jones fu educato da due genitori che incoraggiarono nei loro figli la sensibilità e la passione per la musica. Infatti, oltre ai tre Jones che divennero celebri professionisti di jazz, anche due figlie studiarono pianoforte e violino. Ancora molto giovane, Thad ricevette da uno zio la sua prima tromba, ne apprese gli elementi di base a scuola, trasse ispirazione dalla musica di Louis Armstrong dopo averlo visto suonare in concerto e imparò la tecnica dello strumento da autodidatta.
A sedici anni si lanciò nel professionismo unendosi alla formazione nella quale suonavano il fratello maggiore Hank e Sonny Stitt, per poi transitare nel 1941 nella Connie Connell Band con la quale partecipò alla sua prima tournée. Dopo essere stato congedato dall'esercito nel 1946, raggiunse a Oklahoma City la formazione di Charles Young, della quale divenne leader dopo l'improvvisa e precoce morte di Young. Nei primi anni cinquanta fece varie esperienze musicali: col fratello Elvin nel quintetto di Billy Mitchell, con Jimmy Taylor, in tournée col sassofonista Candy Johnson e nel gruppo fisso del Blue Bird Inn di Detroit.
Fu con l'adesione al New Testament di Count Basie che Jones nel 1954 acquisì risonanza nazionale. Con Basie iniziò una fruttuosa collaborazione in sala di incisione e sui palchi. Fra gli altri impegni, i due furono presenti assieme tre anni dopo a Londra, in una performance in onore della regina Elisabetta. Nel frattempo, fra il 1954 e il 1955, Jones debuttò come leader in studio di registrazione con Charles Mingus, Max Roach e altri musicisti effettuando delle sessioni di incisione che sarebbero confluite nell'album The Fabulous Thad Jones.
Il 1959 fu un altro anno importante per le esperienze in studio. Jones incise con Kenny Burrell, Tommy Flanagan e Paul Chambers, e un'altra occasione lo vide a fianco di Thelonious Monk. Nel 1963, poco prima di dividersi da Basie, compì un tour in Giappone dove intervenne anche nella colonna sonora del film nipponico Asphalt Girl assieme a Roland Hanna. Poi il divorzio artistico da Count Basie, un incrocio musicale con Gerry Mulligan e la conoscenza di Mel Lewis, all'epoca il batterista di Mulligan. Dopo un'incisione alla cornetta con la big band di Monk e la presenza nel quintetto di Pepper Adams, Jones creò assieme a Lewis una formazione di diciotto elementi, chiamandola la Thad Jones/Mel Lewis Orchestra costituita da musicisti con grande esperienza in studio di registrazione, formazione che eseguiva una musica calda e piena di vitalità ancor'oggi [2005] suonata dalla Vanguard Jazz Orchestra.
L'Orchestra di Jones-Lewis esordì al Village Vanguard nel febbraio del 1966 divenendo l'ospite fissa negli spettacoli del lunedì. In seguito la formazione effettuò diverse tournée, incluso un tour nell'Unione Sovietica. Nel 1978 la big band fu anche in Jugoslavia, dove Jones ebbe un incidente al labbro, e a seguito di questo episodio il musicista si dedicò per breve tempo al trombone a pistoni; durante questi anni il duo Jones-Lewis accolse nella formazione musicisti di lungo corso oppure emergenti, fra i quali i trombettisti Danny Stiles, Bill Berry, Snooky Young, Richard Williams, John Faddis e Marvin Stamm, i sassofonisti Pepper Adams e Billy Harper, i trombonisti Bob Brookmeyer e Quentin Jackson, i pianisti Roland Hanna e Hank Jones.

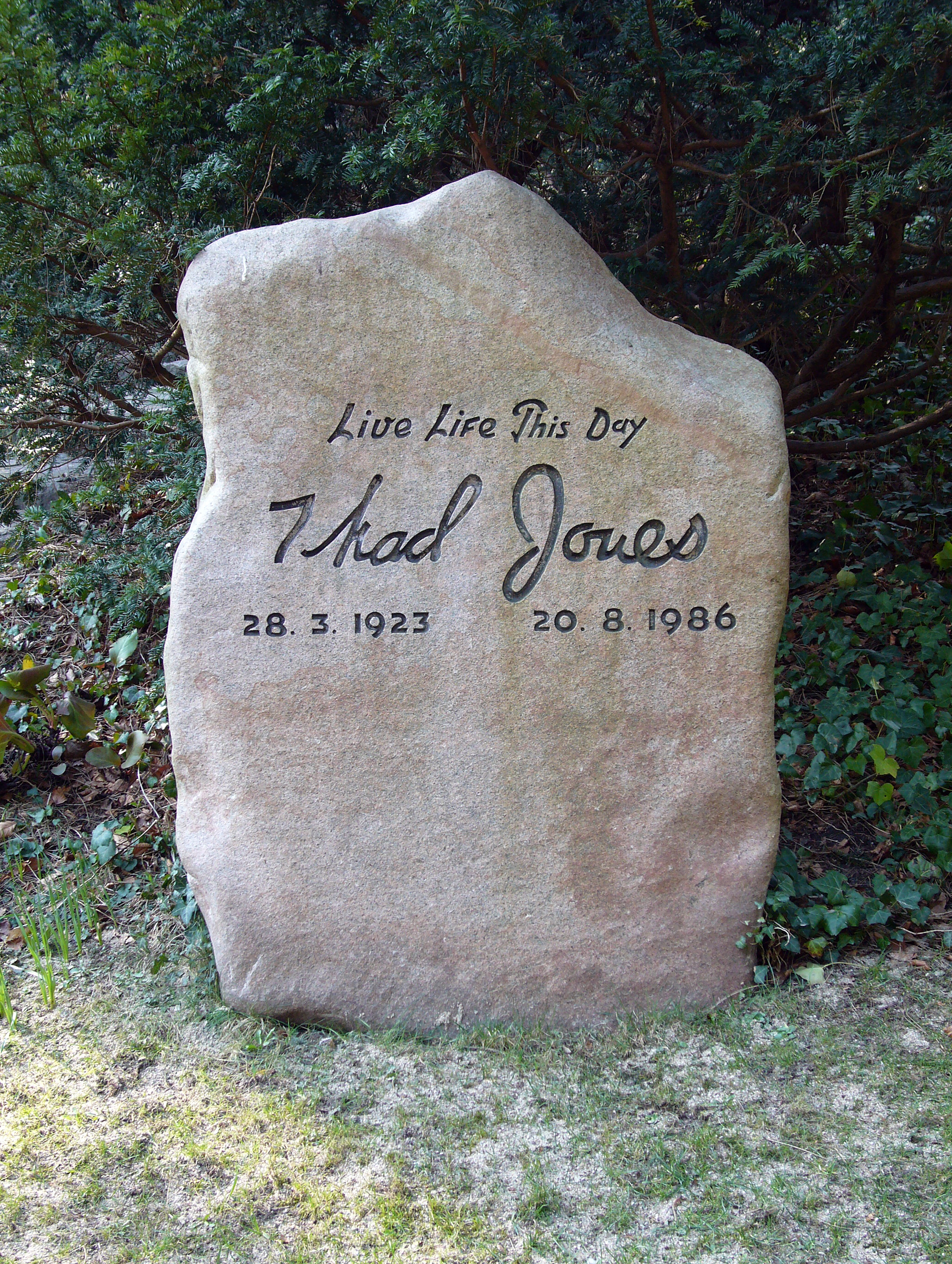
La lapide di Thad Jones a Copenaghen

Nel 1978, il trombettista decise inspiegabilmente di interrompere il sodalizio con Lewis, trasferendosi in Danimarca dove formò il proprio gruppo, Eclipse, e dove lavorò per un'orchestra radiofonica locale. Ritornò poi nel 1984 alle esperienze giovanili, guidando l'orchestra di Count Basie fino a quando, l'anno successivo, le condizioni di salute lo costrinsero al ritiro.
Thad Jones è morto di tumore all'età di 63 anni il 20 agosto 1986.

## Discografia
- 1953 – Thad Jones: Billy Mitchell Quintet
- 1955 –  The Magnificent Thad Jones, Vol. 3
- 1956 – Detroit-New York Junction
- 1956 – The Magnificent Thad Jones
- 1957 – Mad Thad
- 1957 – After Hours
- 1957 – Lust for Life
- 1958 – The Fabulous Thad Jones
- 1959 – Motor City Scene
- 1966 – Mean What You Say
- 1970 – Consummation
- 1970 – Village Vanguard Live Sessions, Vol. 3
- 1972 – Suite for Pops
- 1975 – Thad Jones with Mel Lewis
- 1977 – Thad Jones and the Mel Lewis Quartet
- 1977 – Greetings and Salutations
- 1980 – Eclipse
- 1984 – Three and One
- 2004 – In New York with the Thad Jones/Mel Lewis Orchestra[4]